# پسری با سگش
یک پسر و سگش (به انگلیسی: A Boy and His Dog) فیلمی ۹۱ دقیقه‌ای به کارگردانی ال.کیو. جونز با بازی دان جانسون است.